# 村田浩
村田 浩（むらた ひろし、1943年（昭和18年）1月11日 - ）は、日本の栃木県芳賀郡益子町の「益子焼」の陶芸家。
窯名は「村田浩窯」。
同じく益子焼の陶芸家である村田元の三男である。

## 来歴

### 生い立ち
1943年（昭和18年）1月11日、村田元と妻・留子の三男として東京で生まれる。
1944年（昭和19年）、太平洋戦争の最中にもかかわらず陶芸家を志し濱田庄司に入門した父・元と共に、わずか1歳で家族一同で栃木県芳賀郡益子町に転居し、益子で育つ。
父・元が窯を築いたのが小学生の時だったため、幼少の頃から父の見よう見まねで轆轤を回し、土をいじり始めた。当時は蹴り轆轤だったので足がようやく届く状態であり、粘土がうねうねと動いてしまい大変だった。それでも父親の仕事が終わったあとに一人で轆轤を回し続けていたら、小学2年生の時に轆轤の粘土が真ん中にいくようになり「轆轤が挽けるようになった」。それからは自転車を乗るのと同じように、身体が一度覚えると轆轤の挽き方を決して忘れなくなっていた。
そして中学生の時には作陶の下働きのやり方を全部覚えたという。

### 益子焼の陶芸家に
1967年（昭和42年）、濱田庄司と同じ東京工業大学無機材料工学科（セラミックス：陶磁器、窯業製品に関する科学と技術を研究する学科）を卒業した後、約3年間、東芝でガラス関係の技術者として従事しサラリーマンとして3年間勤務していた。
1970年（昭和45年）、27歳で会社を辞めて益子に帰郷した。子どもたちが独立し、両親が2人だけ益子に残された状況になっていたので、自分が帰らなければ、という思いだった。そして幼い頃から父・元の「焼き物」の手伝いをしていたのは浩だけであった。
こうして陶芸家である父・元に入門し、10年間修行を積んだ。また同年、栃木県窯業指導所（現在の「栃木県産業技術センター 窯業技術支援センター」）の週2回勤務となる非常勤嘱託となり、最新のX線分析装置の技師として粘土の分析などを担当し、約8年間従事した。
1977年（昭和52年）、父・元の家の隣に細工場を建て登窯を築窯し独立した
。
高校生までに父・元が陶芸に打ち込む傍らにいたので、陶芸の技術も、物の善し悪しも既にひと通りは知っていたし、見る目も鍛えられていた。父であり師である元は、弟子である浩への指導は放任主義であり、教える素振りも見せなかった。親のやり方を子に押し付けることはしなかった。けれども共に仕事をする中で、無言の中でも「何か」を教えようとしていた。そして浩は父から「作家としての姿勢」を学んでいった。
そして独立した後も、１ヶ月の内に何度か浩の仕事場を訪れて「一生懸命頑張っているならそれでいい」、とあくまで弟子・浩の自主性に任せていた。
父・元が益子にやってきたのと同じ年齢である40歳になった頃、「芸術性や作品の存在感には敵わない」と尊敬する父の影響は大きかったため、創作に対する考え方や発想への迷いが出始めてきた。そうして行き詰まった時には、師であり父である元の数少ない教えである「デッサンをやれ」を思い出し、日本画をデッサンから一から学び、自らの創作の糧として、「絵付けの景色」が広がっていった。
敢えて扱い辛い益子焼の伝統的な釉薬・糠白釉による釉掛けにこだわり続けている。また鉄絵の絵付けの水墨画のような表現にもこだわり、現在は糠白釉を掛けた山帰来や白木蓮の絵付けを好んで描いている。
そしてほんの少しだけ緑色をあしらうだけで、焼き物の実感を生かしながら幽玄な佇まいを醸し出し、焼き物の奥深さを表現している。
色合いや発色、そして絵付けの現れ方など、何年経とうとも自分の思い通りにならない。だからこそ半世紀やり続けても飽きないのだろう、と村田は語る。

### 母校・東京工業大学との関わり
東京工業大学の窯業・無機材料分野学科の同窓会である「無機材会」に所属している。
2012年（平成24年）10月には東日本大震災で被災した益子焼を支援するために、東京工業大学博物館の百年記念館で行われた企画展「東工大で益子焼～知る・ふれる・使う」に、同大の同窓生の先輩となる濱田庄司や島岡達三、そして他の15名の益子焼の陶芸家たちと共に作品が展示された。
また東京工業大学の非常勤講師として作陶の粘土成形技術を教えた。
そして2013年（平成25年）から2018年（平成30年）に渡り計5回、濱田友緒：益子参考館や島岡桂：島岡製陶所、大塚誠一：大誠窯、そして民芸店ましこや益子焼つかもと、陶芸メッセ・益子：益子陶芸美術館などの益子町にある益子焼関係者や関連陶芸施設の協力を得た、東京工業大学教育プログラム「東工大POTTERY CAMP」が開かれ、その臨時特別講師を務めた。

### 趣味のギター演奏
趣味はギターの演奏である。
高校生の時からギターの自作を試み、父・元にギターを買ってもらったり、ギターの名器を作る職人に注文制作してもらい、また作陶の仕事にギター演奏練習が食い込み、徐々に陶芸と「共鳴」してくるほどの筋金入りである。
腕前はシニアギターコンクールの本戦にたびたび出場するほどのプロ級の腕前であり、各所でたびたび実演したりミニコンサートを開いている。

### 東京工業大学関連
- 教育プログラム｜東工大POTTERY CAMP -

東京工業大学博物館
- - 教育プログラム｜東工大POTTERY CAMP｜2013/11/16　ガイダンス・レクチャー -東京工業大学博物館